# 林奈扇蟹科
林奈扇蟹科（学名：Linnaeoxanthidae）为十足目的一个科。

## 下级分类
本科包括以下属：
- Guinope B.P.Thoma & Felder, 2020
- 林奈扇蟹属 Linnaeoxantho Števčić, 2005
- Melybia Stimpson, 1871